# Eppenbrunn
Eppenbrunn ist eine Ortsgemeinde im Landkreis Südwestpfalz in Rheinland-Pfalz. Sie gehört der Verbandsgemeinde Pirmasens-Land an, innerhalb derer sie die flächenmäßig zweitgrößte und gemessen an der Einwohnerzahl viertgrößte Ortsgemeinde darstellt. Eppenbrunn ist ein staatlich anerkannter Luftkurort sowie Grenzort zu Frankreich.

## Geographie

### Lage
Eppenbrunn liegt unmittelbar an der Grenze zu Frankreich im deutschen Teil des Wasgaus, wie der Südteil des Pfälzerwaldes auch genannt wird, in dessen Untereinheit Südwestlicher Pfälzerwald, alternativ Bitscher Waldniederung genannt. Bereits unmittelbar westlich des Ortes geht der Pfälzerwald fließend in das zur Westricher Hochfläche gehörende Zweibrücker Hügelland über, das im Einzugsgebiet der Gemeinde den Teilbereich Eppenbrunner Hügelland bildet. In der Zeit der Französischen Revolution entstand die Bezeichnung Hackmesserseite für den Ort und einige Nachbardörfer, weil sie sich 1792 der Revolution anschlossen. Im Osten der Gemarkung befindet sich außerdem die sogenannte Eselssteige.
Zu Eppenbrunn gehören ebenso der Weiler Ransbrunnerhof sowie die Wohnplätze Auf dem Hammelschachen, Hohelist, Forsthaus Stüdenbach und In der Naßhecke. Nachbargemeinden sind – im Uhrzeigersinn – Lemberg, Ludwigswinkel, Sturzelbronn, Roppeviller, Hilst und Trulben.

### Erhebungen

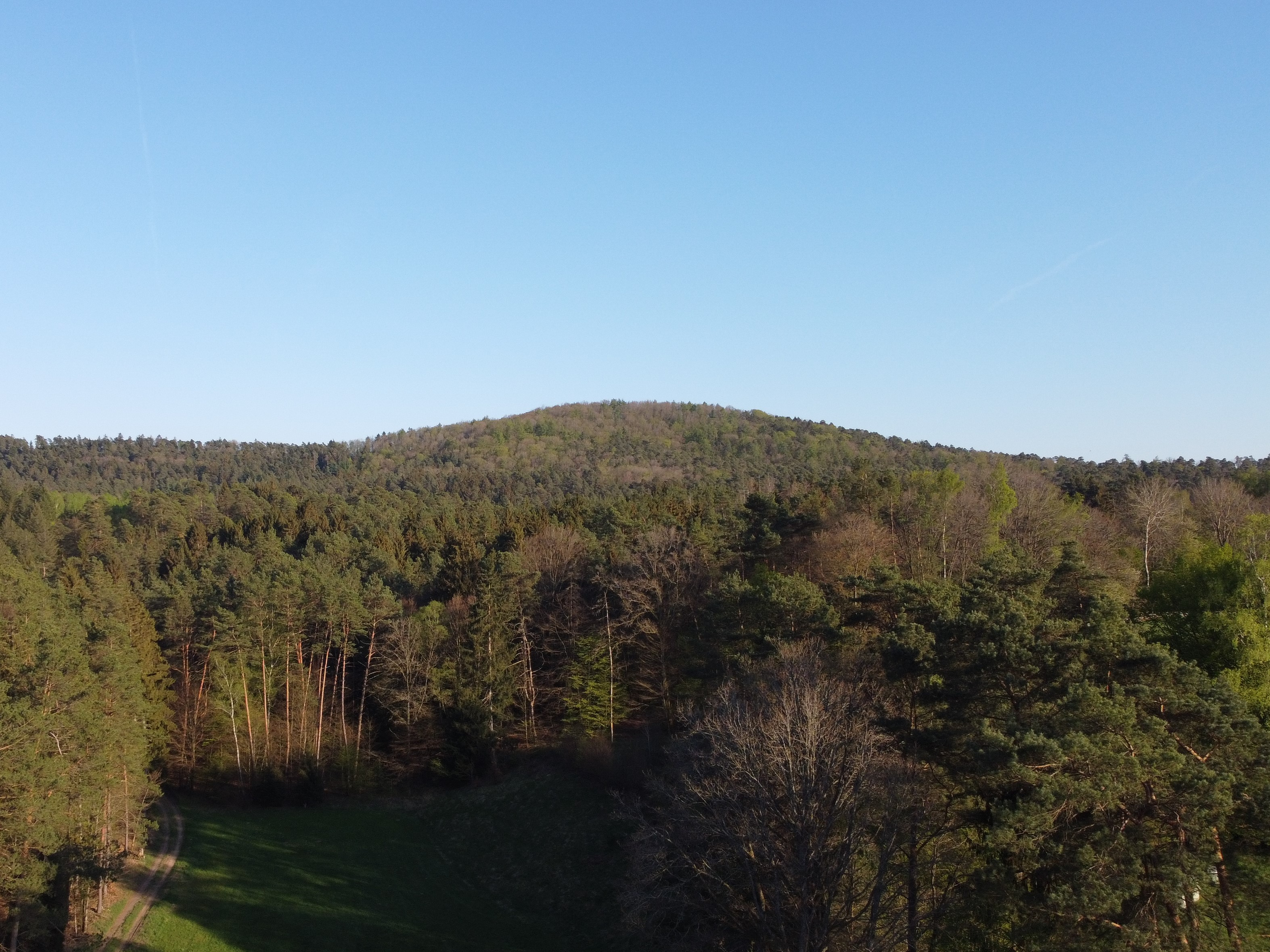
Eselskopf

Unmittelbar an der Grenze zu Frankreich erstrecken sich der 473 m ü. NHN hohe Erlenkopf und einige Kilometer weiter westlich der 406,9 m ü. NHN hohe Brechenberg. Im Nordosten der Gemarkung erheben sich die 475,8 m ü. NHN messende Hohe List sowie der Eselskopf und der Welschkornberg. Im Südosten liegt das Massiv Mümmelsköpfe, das zwei Kuppen mit 412,5 m ü. NHN beziehungsweise 408,2 m ü. NHN aufweist sowie der Hesselspfuhl.

### Gewässer
Die Pfälzische Hauptwasserscheide verläuft mitten durch das Gemeindegebiet. Zentrales Fließgewässer ist der Eppenbrunner Bach, der in seinem Oberlauf Stüdenbach heißt. Mitten im Siedlungsgebiet von Eppenbrunn mündet der Mordbach von rechts in diesen; zuvor nimmt er ebenfalls von rechts den Kleinen Mordbach auf. Jenseits der Wasserscheide entspringt unweit der Grenze zu Frankreich die Sauer, die in diesem Bereich den Namen Grünbach trägt und zunächst in die nordöstliche Richtung fließt. Nachdem sie von links den Faulbach aufgenommen hat, ändert sie ihre Fließrichtung nach Südost. Rund einen Kilometer weiter östlich mündet ebenfalls von links der Steinige Bach, der die Grenze zu Ludwigswinkel bildet. Zudem befinden sich auf Gemarkung der Gemeinde mehrere Seen wie der Stüdenwoog, der Sägweiher sowie der Spießweiher.

### Klima
Der Jahresniederschlag beträgt 869 mm.

## Geschichte

### Mittelalter
Eppenbrunn wurde 1235 als Eppenburnen erwähnt, der Weiler Ransbrunnerhof schon 1155 als Ransbronnen. Beide gehörten damals zum Kloster Sturzelbronn  in Lothringen. Von dort gelangten sie an die Grafschaft Zweibrücken-Bitsch. Das Dorf Eppenbrunn lag im Amt Lemberg der Grafschaft und dort in der Amtsschultheißerei Trulben . Zu Eppenbrunn gehörten weiter die Höfe Erlenkopf (Eppenbrunn) und – hinsichtlich der Jurisdiktion – der Ransbrunnerhof sowie die Burg Eppenbrunn.

### Frühe Neuzeit
1570 verstarb Graf Jakob von Zweibrücken-Bitsch (1510–1570) als letztes männliches Mitglied seiner Familie. Das Amt Lemberg erbte seine Tochter, Ludovica Margaretha von Zweibrücken-Bitsch, die mit dem (Erb-)Grafen Philipp (V.) von Hanau-Lichtenberg verheiratet war. Ihr Schwiegervater, Graf Philipp IV. von Hanau-Lichtenberg, gab durch die sofortige Einführung des lutherischen Bekenntnisses dem streng römisch-katholischen Herzog Karl III. von Lothringen Gelegenheit, militärisch zu intervenieren, da dieser die Lehnshoheit über die ebenfalls zum Erbe gehörende Herrschaft Bitsch besaß. Im Juli 1572 besetzten lothringische Truppen die Grafschaft. Da Philipp IV. der lothringischen Übermacht nicht gewachsen war, wählte er den Rechtsweg. Beim anschließenden Prozess vor dem Reichskammergericht konnte sich Lothringen hinsichtlich der Herrschaft Bitsch durchsetzen, das Amt Lemberg dagegen – und somit auch Eppenbrunn – wurde der Grafschaft Hanau-Lichtenberg zugesprochen. Der Vertrag, der den Streit beendete, enthielt auch einen Passus, der den Katholiken eine freie Glaubensausübung in Eppenbrunn garantierte.
1736 starb mit Graf Johann Reinhard III. der letzte männliche Vertreter des Hauses Hanau. Aufgrund der Ehe seiner einzigen Tochter, Charlotte (1700–1726), mit dem Erbprinzen Ludwig (VIII.) (1691–1768) von Hessen-Darmstadt fiel die Grafschaft Hanau-Lichtenberg nach dort.

### Entwicklung seit dem 19. Jahrhundert
Im Zuge der Französischen Revolution fiel der linksrheinische Teil der Grafschaft Hanau-Lichtenberg – und damit auch das Amt Lemberg und Eppenbrunn – 1794 an Frankreich. Zunächst unterstand der Ort dem Kanton Breidenbach. Ab 1801 war Eppenbrunn in den Kanton Bitche eingegliedert. 1802 hatte die Gemeinde insgesamt 436 Einwohner. 1814 wechselte der Ort in den Kanton Pirmasens.
1815 wurde der Ort nach dem Ende der napoleonischen Herrschaft zunächst Österreich zugeschlagen. Bereits ein Jahr später kam Eppenbrunn zum bayerischen Rheinkreis. Ab 1818 war der Ort Bestandteil des Landkommissariat Pirmasens, das 1862 in ein Bezirksamt umgewandelt wurde.
1939 wurde Eppenbrunn in den Landkreis Pirmasens (ab 1997 Landkreis Südwestpfalz) eingegliedert. Da der Ort sich in der Roten Zone befand wurden die Bewohner mit Beginn des Zweiten Weltkriegs vorübergehend evakuiert. Nach dem Krieg wurde die Gemeinde innerhalb der französischen Besatzungszone Teil des damals neu gebildeten Landes Rheinland-Pfalz. Im Zuge der ersten rheinland-pfälzischen Verwaltungsreform wurde die Gemeinde 1972 der neugeschaffenen Verbandsgemeinde Pirmasens-Land zugeordnet.

## Religion
Bis Ende des 18. Jahrhunderts gehörte Eppenbrunn zur Pfarrei Walschbronn. Die Katholiken gehören zum Bistum Speyer, die Evangelischen zur Protestantischen Landeskirche Pfalz. Am Ortsrand befindet sich außerdem eine sogenannte Lourdesgrotte.

## Politik

### Gemeinderat
Der Gemeinderat in Eppenbrunn besteht aus 16 Ratsmitgliedern, die bei der Kommunalwahl am 9. Juni 2024 in einer personalisierten Verhältniswahl gewählt wurden, und dem ehrenamtlichen Ortsbürgermeister als Vorsitzendem.
Die Sitzverteilung im Gemeinderat:
| Wahl | SPD | CDU | FWG | Gesamt   |
| ---- | --- | --- | --- | -------- |
| 2024 | 7   | 9   | –   | 16 Sitze |
| 2019 | 7   | 9   | –   | 16 Sitze |
| 2014 | 7   | 9   | –   | 16 Sitze |
| 2009 | 6   | 10  | –   | 16 Sitze |
| 2004 | 5   | 9   | 2   | 16 Sitze |

### Bürgermeister
Thomas Heinemann (CDU) löste im Rahmen der Kommunalwahl 2024 am 30. Juli Andreas Pein (SPD) als Ortsbürgermeister von Eppenbrunn ab. Bei der Direktwahl am 9. Juni 2024 hatte Heinemann sich mit 55,6 % durchgesetzt. Pein war am 26. Mai 2019 mit einem Stimmenanteil von 59,83 % für fünf Jahre gewählt worden. Peins Vorgänger Thomas Iraschko (CDU), der das Amt 15 Jahre ausgeübt hatte, war 2019 nicht erneut angetreten.

### Wappen
| Wappen von Eppenbrunn | Blasonierung: „In geteilten Schild oben drei rote Sparren auf Gold, unten silberner gemauerter Brunnen mit blaufließendem Wasser im Schildfuß.“ |
| Wappen von Eppenbrunn | Wappenbegründung: Die Sparren entstammen dem Wappen der Grafschaft Hanau-Lichtenberg. Die Flagge ist gelb-rot.                                  |

## Kultur

### Naturpark und Naturdenkmale

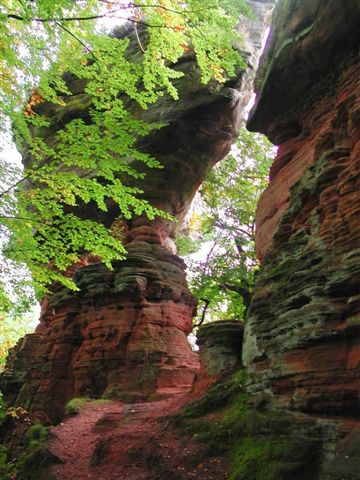
Kultur- und Naturdenkmal Altschlossfelsen

Die Ortsgemeinde liegt im Naturpark Pfälzerwald, der wiederum zum von der UNESCO geschützten Biosphärenreservat Pfälzerwald-Vosges du Nord gehört. Auf der Gemeindegemarkung befinden sich insgesamt fünf Naturdenkmale.
Die in der Gemarkung der Gemeinde liegenden 1,5 Kilometerlangen Altschlossfelsen sind als Denkmalzone ausgewiesen. Bei ihnen handelt es sich um eine 25 Meter hohe Buntsandsteinformation, die sich direkt an der französischen Grenze befindet und Siedlungsspuren aus der Zeit der Römer aufweist.
Hinzu kommt außerdem das Naturschutzgebiet Quellbäche des Eppenbrunner Baches. Mit den Mümmelsköpfen sowie der Hohen Halde befinden sich außerdem zwei von insgesamt 16 Kernzonen des Naturparks. In der Ortsmitte befindet sich außerdem der Kurpark.

### Bauwerke

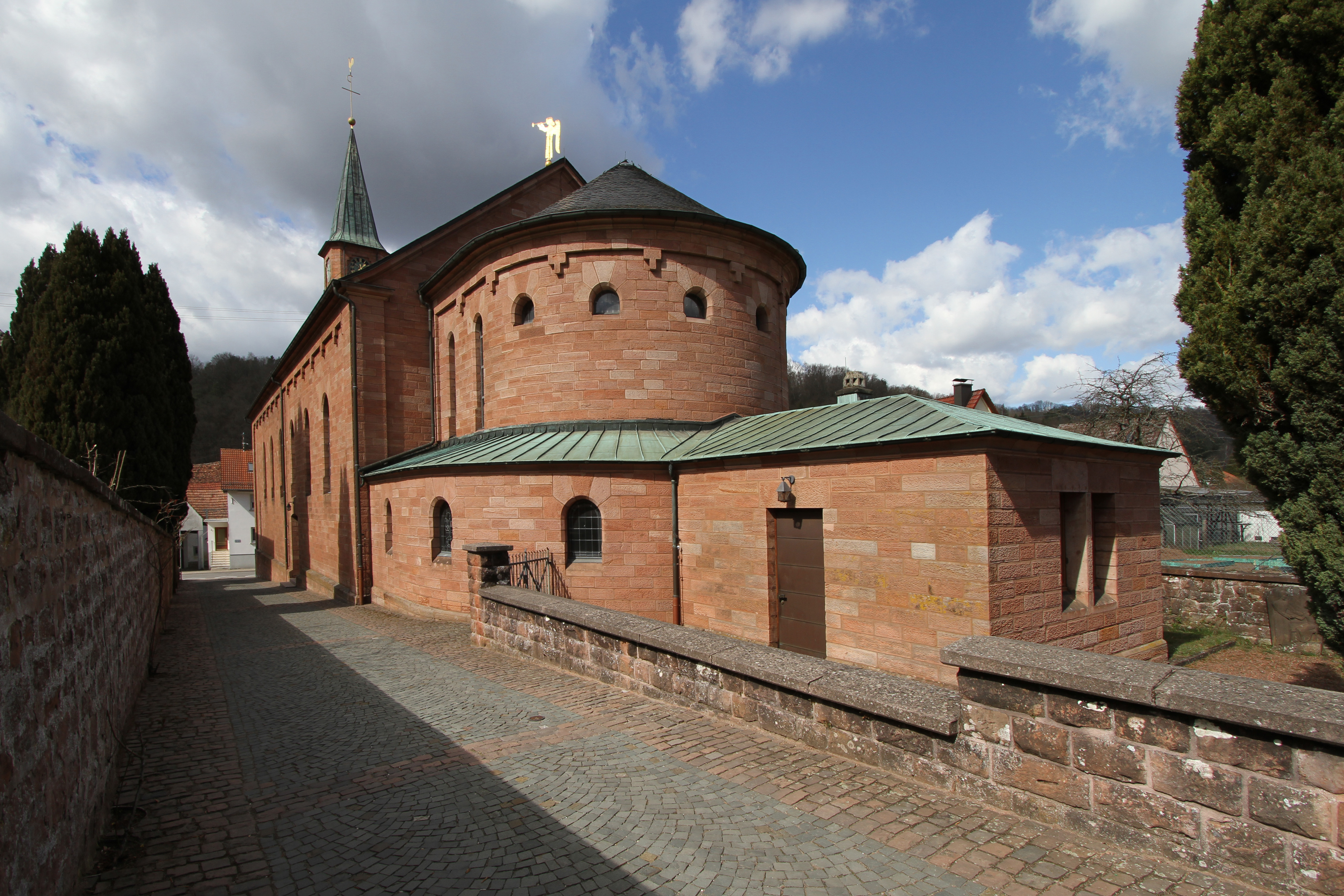
Denkmalgeschützte Kirche St. Pirminius

In der Gemeinde stehen insgesamt 15 Einzelobjekte unter Denkmalschutz, darunter die katholische Kirche St. Pirminius (1847), die Forsthäuser Stüdenbach und Hohelist, ersteres geht auf den 1734 erwähnten Stüdenbacherhof zurück. Hinzu kommt darüber hinaus ein vor dem Ersten Weltkrieg errichtetes Kriegerdenkmal aus dem Jahr 1908. Das Heimat- und Waldmuseum im denkmalgeschützten Anwesen Neudorfstraße 5 wurde 2005 geschlossen.

### Rittersteine
Auf der Gemeindegemarkung befinden sich insgesamt vier Rittersteine. Derjenige mit der Nummer 37 trägt die Bezeichnung R. Kaleseyerhof 1855 und verweist auf einen untergegangenen Waldbauernhof. 181 Wasserscheide Rhein-Mosel markiert die Pfälzische Hauptwasserscheide innerhalb der Gemeindegemarkung. 195 Ehemals Erlenkopfer-Hof befindet sich an der Stelle einer Wüstung, die sich im Süden der Gemeindegemarkung befand. 200 Ruine Gruenbacher-Hof verweist auf eine frühere Pottaschhütte, die später in ein Hofgut umgewandelt und 1854 abgerissen wurde.

### Sport
Die Herrenmannschaft des 1965 gegründeten Keglervereins Gut Holz Eppenbrunn spielte während ihrer erfolgreichsten Zeit zwei Jahre lang in der Ersten Bundesliga.
Die Herren-Fußballmannschaft der SG Eppenbrunn erreichte in der Saison 2006/07 die Meisterschaft in der Bezirksklasse Süd Westpfalz und stieg in die Bezirksliga Westpfalz auf. Nach drei Jahren in der Bezirksliga Westpfalz stieg die SG Eppenbrunn in der Saison 2009/10 in die Landesliga West auf.

### Veranstaltungen
Seit 2008 findet im Eppenbrunner Kurpark jährlich das Musikfestival „Rock im Tal“ statt. Organisiert und veranstaltet vom örtlichen Kunst- und Kulturverein Wasgau e. V. zieht das ganztägig angelegte Konzert auch viele Besucher aus dem nahe gelegenen Frankreich an. 2009 wurde eine Weihnachtsausgabe von „Rock im Tal“ abgehalten. Nachdem im Jahr 2011 wegen des wieder ins Leben gerufenen Eppenbrunner Parkfestes kein Rock im Tal abgehalten wurde, wurde das Festival auf dem Ransbrunnerhof abgehalten.

## Wirtschaft und Infrastruktur

### Wirtschaft

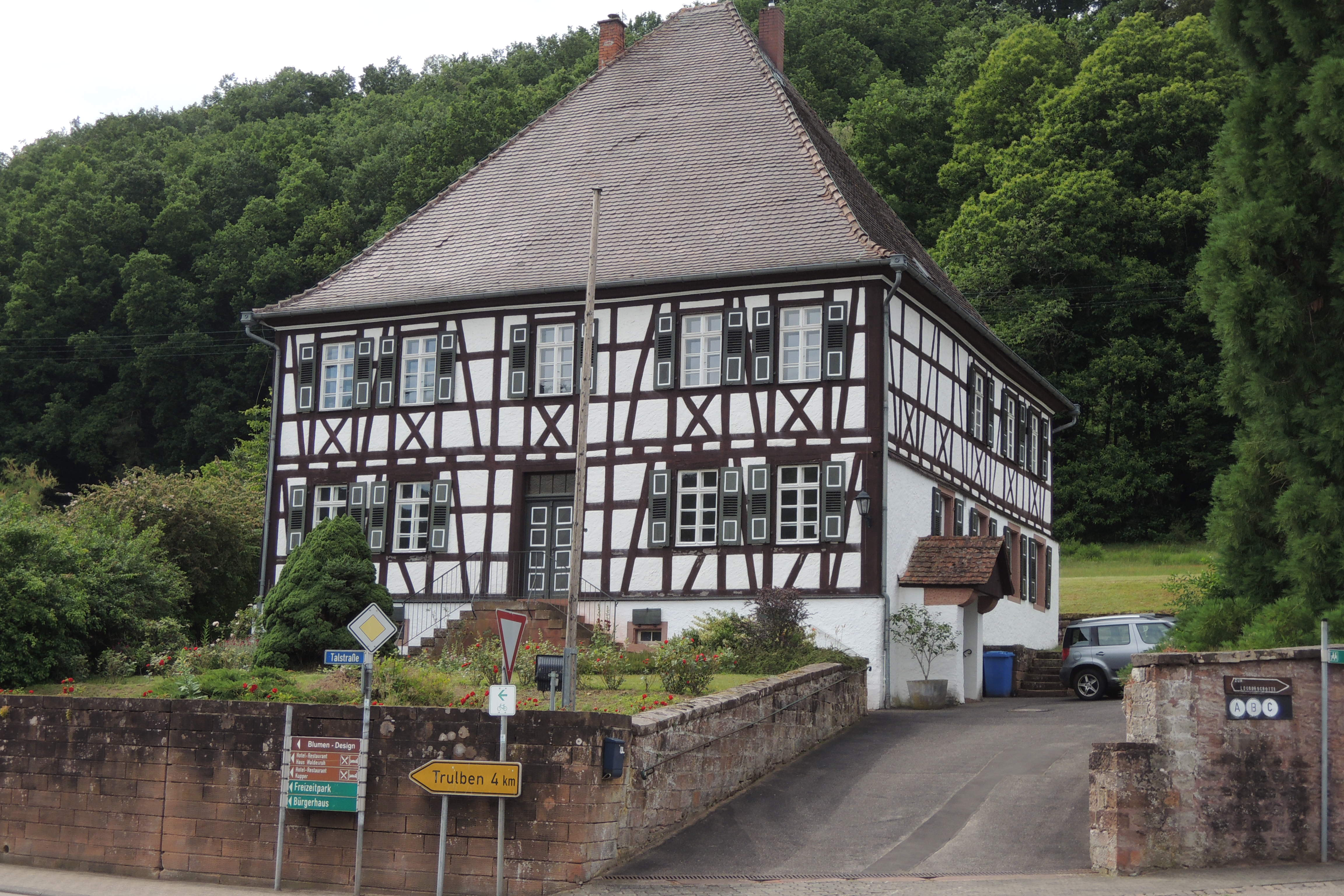
Ehemaliges Forsthaus in der Ortsmitte

Jahrhundertelang war im Gemeindegebiet aufgrund der geographischen Gegebenheiten die Forstwirtschaft dominant. In Eppenbrunn befindet sich die Vita Natura Klinik, eine der ältesten Kliniken für Ganzheitsmedizin in Deutschland.

### Verkehr
Mitten durch das Siedlungsgebiet verläuft die Landesstraße 478; sie führt von der Landesgrenze zum Saarland bei Hornbach bis zur deutsch-französischen Grenze bei Sankt Germanshof. Von dieser zeigt im Osten der Gemarkung die Landesstraße 485, ab, die nach Lemberg führt. Die Kreisstraße 5 zweigt in der Ortsmitte von der Landesstraße 478 ab, um nach einem großen, halbkreisförmigen Bogen in die Landesstraße 485 zu münden. Von der Kreisstraße 5 zweigt außerdem die Kreisstraße 61 ab, die den Ransbrunnerhof anbindet.
Von dem nach Roppenviller führenden Weg zweigt ein Verbindungsweg nach Hilst ab, der von 1826 bis 1871 die Grenze zwischen Bayern und Frankreich bildete und daher ein Kondominium bildete, das ab 1919 zunächst erneut bestand und per Vertrag 1925 beendet wurde.

### Tourismus

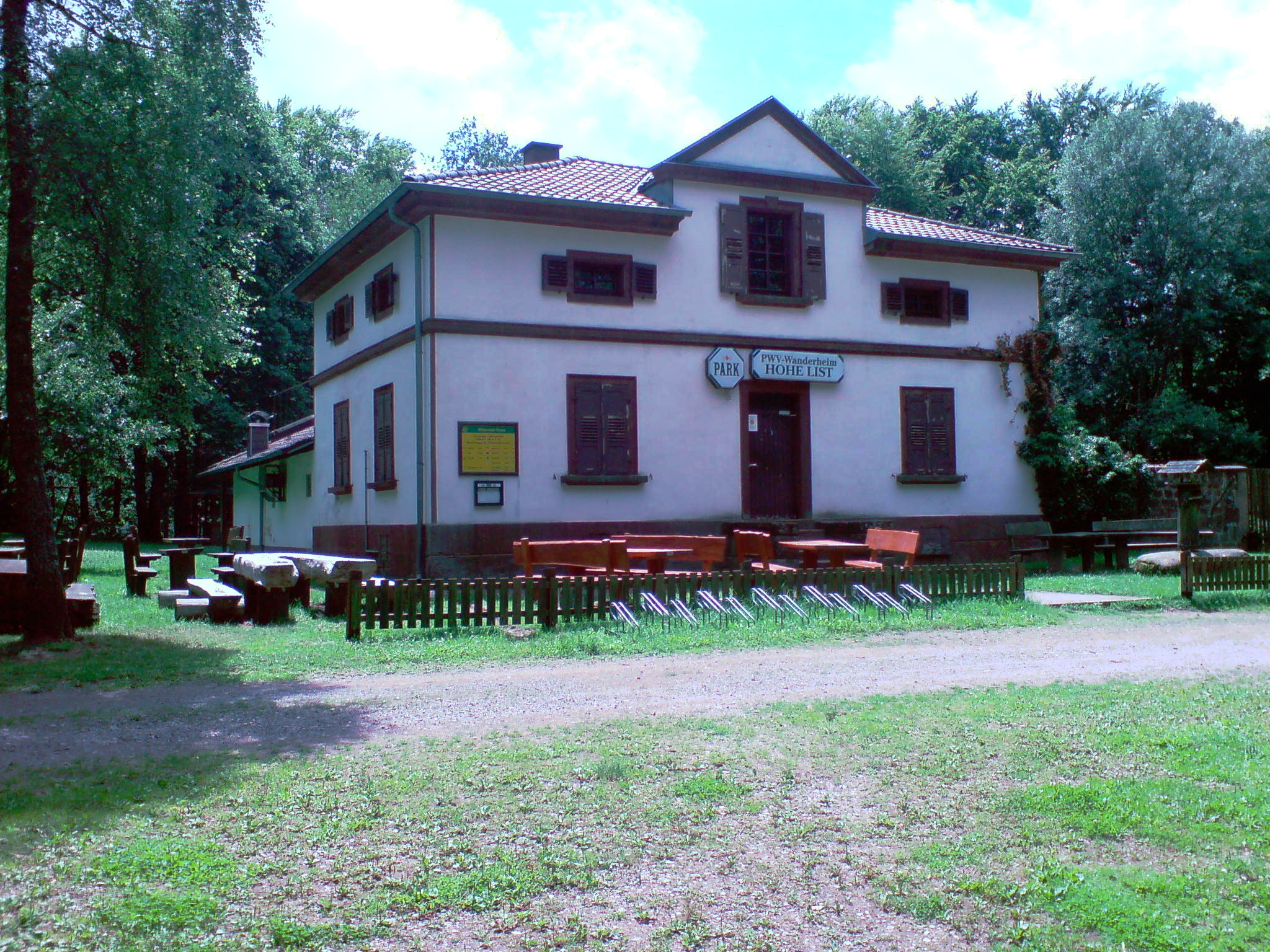
Wanderheim Hohelist

Eppenbrunn liegt an der Deutschen Schuhstraße sowie am  Hornbach-Fleckenstein-Radweg, der von Bundenthal nach Hornbach verläuft. Zudem ist die Gemeinde Ausgangspunkt der Tour 17 des Mountainbikepark Pfälzerwald. Im gleichnamigen Forsthaus ist seit 1972 das Wanderheim Hohe List untergebracht.
Innerhalb der Gemarkung der Ortsgemeinde befindet sich ein ausgedehntes Wanderwegenetz, das vom Pfälzerwald-Verein unterhalten wird. Die Gemeinde liegt an der Südroute der Pfälzer Jakobswege und an dem mit einem weißen Kreuz markierten Fernwanderweg Nahegau-Wasgau-Vogesen. Hinzu kommt ein Wanderweg, der mit einem grünen Kreuz markiert ist und der von Freinsheim bis zum Erlenkopf verläuft. Darüber hinaus ist die Gemeinde Ausgangspunkt eines Weges, der mit einem grün-blauen Balken gekennzeichnet ist und der bis nach Göllheim verläuft. Zu den sogenannten Saar-Rhein Wanderwegen zählt die mit einem grünen Balken markierte Route von Niederauerbach bis zum Bienwald. Durch den Norden der Gemarkung führt der mit einem rot-weißen Balken markierte Höcherbergweg, eine Verbindung mit Niederwürzbach und Böchingen herstellt.
Zwischen Eppenbrunn und dem französischen Nachbarort Roppeviller verläuft seit 2002 der Helmut-Kohl-Wanderweg, den der ehemalige Bundeskanzler oft privat frequentierte. Von Eppenbrunn aus führt am Eppenbrunner Bach bis Walschbronn der Bach ohne Grenzen (Ruisseau sans frontière). Der zwölf Kilometer lange Weg ist mit Hinweisschildern versehen, die auf Besonderheiten entlang des Baches, wie eine Fischtreppe, hinweisen. Zudem war die Gemeinde Station des Westpfalz-Wanderweges.

### Bildung
Die Gemeinde gehört zum Einzugsgebiet der Konrad-Adenauer-Grundschule in Vinningen sowie der dortigen Realschule plus.

## Persönlichkeiten
- Otto Georgens (* 1950), Weihbischof im Bistum Speyer, war ab 1986 vor Ort Pfarrer